# Hopman Cup 2016
La Hopman Cup 2016 è stata la 28ª edizione della Hopman Cup, torneo di tennis riservato a squadre miste. Vi hanno partecipato 8 squadre che si sono sfidate alla Perth Arena di Perth in Australia, dal 3 al 9 gennaio 2016. Per la prima volta l'Australia è stata rappresentata da due squadre: l'Australia Oro, rappresentante i veterani e l'Australia Verde, composta da under-25. In finale l'Australia Verde ha battuto l'Ucraina per 2-0.

## Squadre
| Squadra         | Giocatrice        | Ranking* | Giocatore            | Ranking* |
| --------------- | ----------------- | -------- | -------------------- | -------- |
| Australia Oro   | Jarmila Wolfe     | 105      | Lleyton Hewitt       | 307      |
| Australia Verde | Dar'ja Gavrilova  | 36       | Nick Kyrgios         | 30       |
| Rep. Ceca       | Karolína Plíšková | 11       | Jiří Veselý          | 41       |
| Francia         | Caroline Garcia   | 34       | Kenny de Schepper    | 148      |
| Germania        | Sabine Lisicki    | 32       | Alexander Zverev     | 83       |
| Regno Unito     | Heather Watson    | 55       | Andy Murray          | 2        |
| Ucraina         | Elina Svitolina   | 19       | Aleksandr Dolhopolov | 36       |
| Stati Uniti     | Serena Williams   | 1        | Jack Sock            | 26       |

* Il ranking è basato al 28 dicembre 2015.

### Giocatori sostituiti
| Prima del torneo  | Prima del torneo  | Prima del torneo    | Prima del torneo           |
| Squadra           | Sostituto         | Giocatore originale | Motivo                     |
| ----------------- | ----------------- | ------------------- | -------------------------- |
| Australia Oro     | Jarmila Wolfe     | Casey Dellacqua     | Commozione cerebrale       |
| Rep. Ceca         | Karolína Plíšková | Lucie Šafářová      | Influenza                  |
| Francia           | Kenny de Schepper | Gaël Monfils        | Infortunio alla gamba      |
| Durante il torneo |                   |                     |                            |
| Stati Uniti       | Victoria Duval    | Serena Williams     | Infiammazione al ginocchio |

## Gruppo A
|               | Australia Oro | Rep. Ceca | Ucraina | Stati Uniti | RR V-P | Match V-P | Set V-P | Game V-P | Classifica |
| Australia Oro |               | 0–3       | 1–2     | 3–0         | 1–2    | 4–5       | 10–11   | 103–104  | 3          |
| Rep. Ceca     | 3–0           |           | 1–2     | 1–2         | 1–2    | 5–4       | 12–10   | 122–108  | 2          |
| Ucraina       | 2–1           | 2–1       |         | 2–1         | 3–0    | 6–3       | 13–7    | 105–89   | 1          |
| Stati Uniti   | 0–3           | 2–1       | 1–2     |             | 1–2    | 3–6       | 7–14    | 86–115   | 4          |

### Australia Oro vs. Repubblica Ceca
| Australia 0 | Perth Arena, Perth 3 gennaio 2015, 17:30 Cemento (indoor) | Perth Arena, Perth 3 gennaio 2015, 17:30 Cemento (indoor)      | Rep. Ceca 3 |      |     |  |
| \| \| \| \| 1 \| 2 \| 3 \| \| \| - \| \| -------------------------------------------------------------- \| --- \| ---- \| --- \| \| \| 1 \| \| Jarmila Wolfe Karolína Plíšková \| 5 7 \| 3 6 \| \| \| \| 2 \| \| Lleyton Hewitt Jiří Veselý \| 3 6 \| 7 61 \| 4 6 \| \| \| 3 \| \| Jarmila Wolfe / Lleyton Hewitt Karolína Plíšková / Jiří Veselý \| 2 6 \| 5 7 \| \| \| |                                                           |                                                                |             |      |     |  |
| |                                                           |                                                                | 1           | 2    | 3   |  |
| 1 | Australia (bandiera) · Rep. Ceca (bandiera)               | Jarmila Wolfe Karolína Plíšková                                | 5 7         | 3 6  |     |  |
| 2 | Australia (bandiera) · Rep. Ceca (bandiera)               | Lleyton Hewitt Jiří Veselý                                     | 3 6         | 7 61 | 4 6 |  |
| 3 | Australia (bandiera) · Rep. Ceca (bandiera)               | Jarmila Wolfe / Lleyton Hewitt Karolína Plíšková / Jiří Veselý | 2 6         | 5 7  |     |  |

### Ucraina vs. Stati Uniti
| Ucraina 2 | Perth Arena, Perth 4 gennaio 2015, 10:00 Cemento (indoor) | Perth Arena, Perth 4 gennaio 2015, 10:00 Cemento (indoor)         | Stati Uniti 1 |     |   |  |
| \| \| \| \| 1 \| 2 \| 3 \| \| \| - \| \| ----------------------------------------------------------------- \| --- \| --- \| - \| \| \| 1 \| \| Elina Svitolina Victoria Duval \| 6 4 \| 6 1 \| \| \| \| 2 \| \| Aleksandr Dolhopolov Jack Sock \| 6 4 \| 6 2 \| \| \| \| 3 \| \| Elina Svitolina / Aleksandr Dolhopolov Victoria Duval / Jack Sock \| 2 6 \| 3 6 \| \| \| |                                                           |                                                                   |               |     |   |  |
| |                                                           |                                                                   | 1             | 2   | 3 |  |
| 1 | Ucraina (bandiera) · Stati Uniti (bandiera)               | Elina Svitolina Victoria Duval                                    | 6 4           | 6 1 |   |  |
| 2 | Ucraina (bandiera) · Stati Uniti (bandiera)               | Aleksandr Dolhopolov Jack Sock                                    | 6 4           | 6 2 |   |  |
| 3 | Ucraina (bandiera) · Stati Uniti (bandiera)               | Elina Svitolina / Aleksandr Dolhopolov Victoria Duval / Jack Sock | 2 6           | 3 6 |   |  |

### Repubblica Ceca vs. Ucraina
| Rep. Ceca 1 | Perth Arena, Perth 5 gennaio 2015, 10:00 Cemento (indoor) | Perth Arena, Perth 5 gennaio 2015, 10:00 Cemento (indoor)              | Ucraina 2 |      |   |  |
| \| \| \| \| 1 \| 2 \| 3 \| \| \| - \| \| ---------------------------------------------------------------------- \| --- \| ---- \| - \| \| \| 1 \| \| Karolína Plíšková Elina Svitolina \| 5 7 \| 2 6 \| \| \| \| 2 \| \| Jiří Veselý Aleksandr Dolhopolov \| 5 7 \| 63 7 \| \| \| \| 3 \| \| Karolína Plíšková / Jiří Veselý Elina Svitolina / Aleksandr Dolhopolov \| 6 3 \| 6 1 \| \| \| |                                                           |                                                                        |           |      |   |  |
| |                                                           |                                                                        | 1         | 2    | 3 |  |
| 1 | Rep. Ceca (bandiera) · Ucraina (bandiera)                 | Karolína Plíšková Elina Svitolina                                      | 5 7       | 2 6  |   |  |
| 2 | Rep. Ceca (bandiera) · Ucraina (bandiera)                 | Jiří Veselý Aleksandr Dolhopolov                                       | 5 7       | 63 7 |   |  |
| 3 | Rep. Ceca (bandiera) · Ucraina (bandiera)                 | Karolína Plíšková / Jiří Veselý Elina Svitolina / Aleksandr Dolhopolov | 6 3       | 6 1  |   |  |

### Australia Oro vs. Stati Uniti
| Australia 3 | Perth Arena, Perth 5 gennaio 2015, 17:30 Cemento (indoor) | Perth Arena, Perth 5 gennaio 2015, 17:30 Cemento (indoor) | Stati Uniti 0 |     |   |        |
| \| \| \| \| 1 \| 2 \| 3 \| \| \| - \| \| --------------------------------------------------------- \| ---- \| --- \| - \| ------ \| \| 1 \| \| Jarmila Wolfe Serena Williams \| 7 5 \| 2 1 \| \| ritiro \| \| 2 \| \| Lleyton Hewitt Jack Sock \| 7 5 \| 6 4 \| \| \| \| 3 \| \| Jarmila Wolfe / Lleyton Hewitt Victoria Duval / Jack Sock \| 7 64 \| 6 1 \| \| \| |                                                           |                                                           |               |     |   |        |
| |                                                           |                                                           | 1             | 2   | 3 |        |
| 1 | Australia (bandiera) · Stati Uniti (bandiera)             | Jarmila Wolfe Serena Williams                             | 7 5           | 2 1 |   | ritiro |
| 2 | Australia (bandiera) · Stati Uniti (bandiera)             | Lleyton Hewitt Jack Sock                                  | 7 5           | 6 4 |   |        |
| 3 | Australia (bandiera) · Stati Uniti (bandiera)             | Jarmila Wolfe / Lleyton Hewitt Victoria Duval / Jack Sock | 7 64          | 6 1 |   |        |

Serena Williams non è stata in grado di partecipare al doppio misto quindi l'Australia Oro ha vinto di diritto 6-0, 6-0. Tuttavia è stata giocata una partita con Victoria Duval.

### Ucraina vs. Australia Oro
| Ucraina 2 | Perth Arena, Perth 7 gennaio 2015, 10:00 Cemento (indoor) | Perth Arena, Perth 7 gennaio 2015, 10:00 Cemento (indoor)             | Australia 1 |     |          |  |
| \| \| \| \| 1 \| 2 \| 3 \| \| \| - \| \| --------------------------------------------------------------------- \| --- \| --- \| -------- \| \| \| 1 \| \| Elina Svitolina Jarmila Wolfe \| 6 3 \| 6 3 \| \| \| \| 2 \| \| Aleksandr Dolhopolov Lleyton Hewitt \| 4 6 \| 6 3 \| 6 4 \| \| \| 3 \| \| Elina Svitolina / Aleksandr Dolhopolov Jarmila Wolfe / Lleyton Hewitt \| 6 3 \| 5 7 \| [5] [10] \| \| |                                                           |                                                                       |             |     |          |  |
| |                                                           |                                                                       | 1           | 2   | 3        |  |
| 1 | Ucraina (bandiera) · Australia (bandiera)                 | Elina Svitolina Jarmila Wolfe                                         | 6 3         | 6 3 |          |  |
| 2 | Ucraina (bandiera) · Australia (bandiera)                 | Aleksandr Dolhopolov Lleyton Hewitt                                   | 4 6         | 6 3 | 6 4      |  |
| 3 | Ucraina (bandiera) · Australia (bandiera)                 | Elina Svitolina / Aleksandr Dolhopolov Jarmila Wolfe / Lleyton Hewitt | 6 3         | 5 7 | [5] [10] |  |

### Repubblica Ceca vs. Stati Uniti
| Rep. Ceca 1 | Perth Arena, Perth 7 gennaio 2015, 17:30 Cemento (indoor) | Perth Arena, Perth 7 gennaio 2015, 17:30 Cemento (indoor)  | Stati Uniti 2 |     |          |  |
| \| \| \| \| 1 \| 2 \| 3 \| \| \| - \| \| ---------------------------------------------------------- \| ---- \| --- \| -------- \| \| \| 1 \| \| Karolína Plíšková Victoria Duval \| 4 6 \| 6 1 \| 6 4 \| \| \| 2 \| \| Jiří Veselý Jack Sock \| 6 4 \| 2 6 \| 63 7 \| \| \| 3 \| \| Karolína Plíšková / Jiří Veselý Victoria Duval / Jack Sock \| 65 7 \| 6 4 \| [7] [10] \| \| |                                                           |                                                            |               |     |          |  |
| |                                                           |                                                            | 1             | 2   | 3        |  |
| 1 | Rep. Ceca (bandiera) · Stati Uniti (bandiera)             | Karolína Plíšková Victoria Duval                           | 4 6           | 6 1 | 6 4      |  |
| 2 | Rep. Ceca (bandiera) · Stati Uniti (bandiera)             | Jiří Veselý Jack Sock                                      | 6 4           | 2 6 | 63 7     |  |
| 3 | Rep. Ceca (bandiera) · Stati Uniti (bandiera)             | Karolína Plíšková / Jiří Veselý Victoria Duval / Jack Sock | 65 7          | 6 4 | [7] [10] |  |

## Gruppo B
|                 | Australia Verde | Francia | Germania | Regno Unito | RR V-P | Match V-P | Set V-P | Game V-P | Classifica |
| Australia Verde |                 | 2–1     | 3–0      | 2–1         | 3–0    | 7–2       | 15–8    | 119–101  | 1          |
| Francia         | 1–2             |         | 1–2      | 1–2         | 0–3    | 3–6       | 9–13    | 95–110   | 4          |
| Germania        | 0–3             | 2–1     |          | 0–3         | 1–2    | 2–7       | 6–15    | 90–115   | 3          |
| Regno Unito     | 1–2             | 2–1     | 3–0      |             | 2–1    | 6–3       | 14–8    | 123–111  | 2          |

### Australia Verde vs. Germania
| Australia 3 | Perth Arena, Perth 3 gennaio 2015, 10:00 Cemento (indoor) | Perth Arena, Perth 3 gennaio 2015, 10:00 Cemento (indoor)         | Germania 0 |     |          |  |
| \| \| \| \| 1 \| 2 \| 3 \| \| \| - \| \| ----------------------------------------------------------------- \| --- \| --- \| -------- \| \| \| 1 \| \| Dar'ja Gavrilova Sabine Lisicki \| 6 2 \| 6 2 \| \| \| \| 2 \| \| Nick Kyrgios Alexander Zverev \| 4 6 \| 6 1 \| 6 4 \| \| \| 3 \| \| Dar'ja Gavrilova / Nick Kyrgios Sabine Lisicki / Alexander Zverev \| 6 3 \| 4 6 \| [10] [7] \| \| |                                                           |                                                                   |            |     |          |  |
| |                                                           |                                                                   | 1          | 2   | 3        |  |
| 1 | Australia (bandiera) · Germania (bandiera)                | Dar'ja Gavrilova Sabine Lisicki                                   | 6 2        | 6 2 |          |  |
| 2 | Australia (bandiera) · Germania (bandiera)                | Nick Kyrgios Alexander Zverev                                     | 4 6        | 6 1 | 6 4      |  |
| 3 | Australia (bandiera) · Germania (bandiera)                | Dar'ja Gavrilova / Nick Kyrgios Sabine Lisicki / Alexander Zverev | 6 3        | 4 6 | [10] [7] |  |

### Gran Bretagna vs. Francia
| Gran Bretagna 2 | Perth Arena, Perth 4 gennaio 2015, 17:30 Cemento (indoor) | Perth Arena, Perth 4 gennaio 2015, 17:30 Cemento (indoor)        | Francia 1 |     |          |  |
| \| \| \| \| 1 \| 2 \| 3 \| \| \| - \| \| ---------------------------------------------------------------- \| --- \| --- \| -------- \| \| \| 1 \| \| Heather Watson Caroline Garcia \| 3 6 \| 7 5 \| 3 6 \| \| \| 2 \| \| Andy Murray Kenny de Schepper \| 6 2 \| 6 2 \| \| \| \| 3 \| \| Heather Watson / Andy Murray Caroline Garcia / Kenny de Schepper \| 6 2 \| 5 7 \| [10] [6] \| \| |                                                           |                                                                  |           |     |          |  |
| |                                                           |                                                                  | 1         | 2   | 3        |  |
| 1 | Gran Bretagna (bandiera) · Francia (bandiera)             | Heather Watson Caroline Garcia                                   | 3 6       | 7 5 | 3 6      |  |
| 2 | Gran Bretagna (bandiera) · Francia (bandiera)             | Andy Murray Kenny de Schepper                                    | 6 2       | 6 2 |          |  |
| 3 | Gran Bretagna (bandiera) · Francia (bandiera)             | Heather Watson / Andy Murray Caroline Garcia / Kenny de Schepper | 6 2       | 5 7 | [10] [6] |  |

### Francia vs. Germania
| Francia 1 | Perth Arena, Perth 6 gennaio 2015, 10:00 Cemento (indoor) | Perth Arena, Perth 6 gennaio 2015, 10:00 Cemento (indoor)             | Germania 2 |      |          |  |
| \| \| \| \| 1 \| 2 \| 3 \| \| \| - \| \| --------------------------------------------------------------------- \| --- \| ---- \| -------- \| \| \| 1 \| \| Caroline Garcia Sabine Lisicki \| 6 2 \| 7 65 \| \| \| \| 2 \| \| Kenny de Schepper Alexander Zverev \| 2 6 \| 2 6 \| \| \| \| 3 \| \| Caroline Garcia / Kenny de Schepper Sabine Lisicki / Alexander Zverev \| 4 6 \| 7 6 \| [6] [10] \| \| |                                                           |                                                                       |            |      |          |  |
| |                                                           |                                                                       | 1          | 2    | 3        |  |
| 1 | Francia (bandiera) · Germania (bandiera)                  | Caroline Garcia Sabine Lisicki                                        | 6 2        | 7 65 |          |  |
| 2 | Francia (bandiera) · Germania (bandiera)                  | Kenny de Schepper Alexander Zverev                                    | 2 6        | 2 6  |          |  |
| 3 | Francia (bandiera) · Germania (bandiera)                  | Caroline Garcia / Kenny de Schepper Sabine Lisicki / Alexander Zverev | 4 6        | 7 6  | [6] [10] |  |

### Australia Verde vs. Gran Bretagna
| Australia 2 | Perth Arena, Perth 6 gennaio 2015, 17:30 Cemento (indoor) | Perth Arena, Perth 6 gennaio 2015, 17:30 Cemento (indoor)    | Gran Bretagna 1 |        |          |  |
| \| \| \| \| 1 \| 2 \| 3 \| \| \| - \| \| ------------------------------------------------------------ \| ---- \| ------ \| -------- \| \| \| 1 \| \| Dar'ja Gavrilova Heather Watson \| 7 62 \| 2 6 \| 5 7 \| \| \| 2 \| \| Nick Kyrgios Andy Murray \| 6 4 \| 7 65 \| \| \| \| 3 \| \| Dar'ja Gavrilova / Nick Kyrgios Heather Watson / Andy Murray \| 6 2 \| 6(0) 7 \| [11] [9] \| \| |                                                           |                                                              |                 |        |          |  |
| |                                                           |                                                              | 1               | 2      | 3        |  |
| 1 | Australia (bandiera) · Gran Bretagna (bandiera)           | Dar'ja Gavrilova Heather Watson                              | 7 62            | 2 6    | 5 7      |  |
| 2 | Australia (bandiera) · Gran Bretagna (bandiera)           | Nick Kyrgios Andy Murray                                     | 6 4             | 7 65   |          |  |
| 3 | Australia (bandiera) · Gran Bretagna (bandiera)           | Dar'ja Gavrilova / Nick Kyrgios Heather Watson / Andy Murray | 6 2             | 6(0) 7 | [11] [9] |  |

### Gran Bretagna vs. Germania
| Gran Bretagna 3 | Perth Arena, Perth 8 gennaio 2015, 10:00 Cemento (indoor) | Perth Arena, Perth 8 gennaio 2015, 10:00 Cemento (indoor)      | Germania 0 |     |   |  |
| \| \| \| \| 1 \| 2 \| 3 \| \| \| - \| \| -------------------------------------------------------------- \| --- \| --- \| - \| \| \| 1 \| \| Heather Watson Sabine Lisicki \| 6 3 \| 6 4 \| \| \| \| 2 \| \| Andy Murray Alexander Zverev \| 6 3 \| 6 4 \| \| \| \| 3 \| \| Heather Watson / Andy Murray Sabine Lisicki / Alexander Zverev \| 6 3 \| 6 4 \| \| \| |                                                           |                                                                |            |     |   |  |
| |                                                           |                                                                | 1          | 2   | 3 |  |
| 1 | Gran Bretagna (bandiera) · Germania (bandiera)            | Heather Watson Sabine Lisicki                                  | 6 3        | 6 4 |   |  |
| 2 | Gran Bretagna (bandiera) · Germania (bandiera)            | Andy Murray Alexander Zverev                                   | 6 3        | 6 4 |   |  |
| 3 | Gran Bretagna (bandiera) · Germania (bandiera)            | Heather Watson / Andy Murray Sabine Lisicki / Alexander Zverev | 6 3        | 6 4 |   |  |

### Australia Verde vs. Francia
| Australia 2 | Perth Arena, Perth 8 gennaio 2015, 17:30 Cemento (indoor) | Perth Arena, Perth 8 gennaio 2015, 17:30 Cemento (indoor)           | Francia 1 |      |          |  |
| \| \| \| \| 1 \| 2 \| 3 \| \| \| - \| \| ------------------------------------------------------------------- \| --- \| ---- \| -------- \| \| \| 1 \| \| Dar'ja Gavrilova Caroline Garcia \| 4 6 \| 67 7 \| \| \| \| 2 \| \| Nick Kyrgios Kenny de Schepper \| 6 4 \| 6 4 \| \| \| \| 3 \| \| Dar'ja Gavrilova / Nick Kyrgios Kenny de Schepper / Caroline Garcia \| 6 4 \| 2 6 \| [11] [9] \| \| |                                                           |                                                                     |           |      |          |  |
| |                                                           |                                                                     | 1         | 2    | 3        |  |
| 1 | Australia (bandiera) · Francia (bandiera)                 | Dar'ja Gavrilova Caroline Garcia                                    | 4 6       | 67 7 |          |  |
| 2 | Australia (bandiera) · Francia (bandiera)                 | Nick Kyrgios Kenny de Schepper                                      | 6 4       | 6 4  |          |  |
| 3 | Australia (bandiera) · Francia (bandiera)                 | Dar'ja Gavrilova / Nick Kyrgios Kenny de Schepper / Caroline Garcia | 6 4       | 2 6  | [11] [9] |  |

## Finale

### Ucraina vs. Australia Verde
| Ucraina 0 | Perth Arena, Perth 9 gennaio 2015, 15:30 Cemento (indoor) | Perth Arena, Perth 9 gennaio 2015, 15:30 Cemento (indoor)              | Australia 2 |     |   |             |
| \| \| \| \| 1 \| 2 \| 3 \| \| \| - \| \| ---------------------------------------------------------------------- \| --- \| --- \| - \| ----------- \| \| 1 \| \| Elina Svitolina Dar'ja Gavrilova \| 4 6 \| 6 7 \| \| \| \| 2 \| \| Aleksandr Dolhopolov Nick Kyrgios \| 3 6 \| 4 6 \| \| \| \| 3 \| \| Elina Svitolina / Aleksandr Dolhopolov Dar'ja Gavrilova / Nick Kyrgios \| \| \| \| non giocato \| |                                                           |                                                                        |             |     |   |             |
| |                                                           |                                                                        | 1           | 2   | 3 |             |
| 1 | Ucraina (bandiera) · Australia (bandiera)                 | Elina Svitolina Dar'ja Gavrilova                                       | 4 6         | 6 7 |   |             |
| 2 | Ucraina (bandiera) · Australia (bandiera)                 | Aleksandr Dolhopolov Nick Kyrgios                                      | 3 6         | 4 6 |   |             |
| 3 | Ucraina (bandiera) · Australia (bandiera)                 | Elina Svitolina / Aleksandr Dolhopolov Dar'ja Gavrilova / Nick Kyrgios |             |     |   | non giocato |

## Campioni
| Vincitori della Hopman Cup 2016 |
| ------------------------------- |
| Australia (2º titolo)           |